# Stittocapsus franseriae
Stittocapsus franseriae är en insektsart som beskrevs av Knight 1942. Stittocapsus franseriae ingår i släktet Stittocapsus och familjen ängsskinnbaggar. Inga underarter finns listade i Catalogue of Life.